# Affaire Ariel Jeffrey Kouakou
L'affaire Ariel Jeffrey Kouakou concerne la disparition d’un enfant âgé de 10 ans, Ariel Jeffrey Kouakou (né le 2 janvier 2008), survenue à Montréal le 12 mars 2018.
Issu d'une famille originaire de la Côte d'Ivoire immigrée au Québec et habitant l’arrondissement d'Ahuntsic-Cartierville, Ariel a deux frères aînés et une sœur cadette. 
Le 12 mars, vers 11h15, il quitte son domicile pour aller chez un ami, à quelques minutes à pied, proche du parc des Bateliers. Il est aperçu pour la dernière fois sur le trottoir du boulevard Gouin.
Une alerte AMBER est enclenchée pour le retrouver, des dizaines de délinquants sexuels sont interrogés et des recherches terrestre, aérienne et dans la rivière des Prairies sont faites par la police.  Malgré ces efforts, l’enfant n’est jamais retrouvé.  
Alors que la police privilégie la thèse d'un accident sur la rivière des Prairies, sa famille, dont ses parents Kouadio Frédéric Kouakou et Akouena Noëlla Bibie, soupçonne plutôt un enlèvement. 
En mars 2024, six ans après sa disparition, dans le but de relancer l’enquête, un portrait-robot est créé par la Sûreté du Québec afin de montrer au public à quoi Ariel ressemblerait aujourd’hui,,,,,.